# Olle Engdahls Plåt & Smide
AB Olle Engdahls Plåt & Smide var en stålbyggnadsföretag i Kalmar som förvärvades av Skanska, för att verka under namnet Skanska Stålteknik, för att därefter köpas av Stena Stål och verka under det namnet.